# Thinking Day
Thinking Day firas den 22 februari över världen av scoutorganisationer anslutna till WAGGGS, d.v.s. flickscoutrörelsen. Den 22 februari valdes på grund av att både scoutings grundare Sir Robert Stephenson Smyth Baden-Powell of Gilwells och hans fru Olaves firade födelsedag denna dag.